# Morti nel 1478
| Questa pagina contiene informazioni ricavate automaticamente dalle voci biografiche con l'ausilio del template Bio e di un bot. L'aggiornamento è periodico e automatico e ricostruisce completamente la pagina. Se manca una persona in questa lista, sei pregato di non aggiungerla, ma accertati piuttosto che la sua voce biografica contenga il template Bio e che i dati anagrafici siano correttamente compilati. Se il template Bio manca, inseriscilo tu stesso o, in alternativa, metti l'avviso {{tmp\|Bio}} che ne segnala la mancanza. Se i dati riportati sono sbagliati, correggi direttamente la voce biografica; le modifiche saranno visibili in questa lista entro pochi giorni. Per chiarimenti vedi il progetto biografie. La lista contiene solo le 57 persone che sono citate nell'enciclopedia e per le quali è stato implementato correttamente il template Bio. Pagina aggiornata al 31 ago 2024. |

## Gennaio(2)
- 6 gennaio - Uzun Hasan, sovrano turkmeno (n. 1423)
- 14 gennaio - Baldassarre Castiglione, nobile e condottiero italiano (n. 1414)

## Febbraio(3)
- 1º febbraio - Cristoforo della Rovere, cardinale e arcivescovo cattolico italiano (n. 1434)
- 17 febbraio - Domenico Dominici, vescovo cattolico e teologo italiano (n. 1416)
- 18 febbraio - Giorgio Plantageneto, I duca di Clarence, principe inglese (n. 1449)

## Marzo(4)
- 1º marzo - Marco Cattaneo de' Capitaneis, vescovo cattolico italiano
- 6 marzo - Andrea Vendramin, politico italiano (n. 1400)
- 19 marzo - Federico II di Brunswick-Lüneburg, nobile tedesco (n. 1418)
- 25 marzo - Thomas FitzGerald, VII conte di Kildare, nobile e politico irlandese (n. 1421)

## Aprile(9)
- 1º aprile - Ferdinando I di Braganza, conte (n. 1403)
- 5 aprile - Jaume Roig, scrittore spagnolo (n. 1401)
- 6 aprile - Agostino Dati, oratore, storico e filosofo italiano (n. 1420)
- 6 aprile - Caterina Moriggi, religiosa italiana
- 26 aprile - Francesco Nori, banchiere italiano (n. 1430)
- 26 aprile - Francesco Salviati, arcivescovo cattolico italiano (n. 1443)
- 26 aprile - Giuliano de' Medici, politico italiano (n. 1453)
- 26 aprile - Francesco de' Pazzi, banchiere e politico italiano (n. 1444)
- 30 aprile - Jacopo de' Pazzi, politico italiano (n. 1423)

## Maggio(2)
- 3 maggio - Stefano da Bagnone, presbitero italiano (n. 1418)
- 4 maggio - Giovanni Battista da Montesecco, condottiero italiano

## Giugno(3)
- 7 giugno - Bartolomeo Bellencini, giurista italiano (n. 1428)
- 11 giugno - Ludovico III Gonzaga, nobile, condottiero e collezionista d'arte italiano (n. 1412)
- 15 giugno - Mirza Khalil Beg, sultano turkmeno

## Luglio(3)
- 3 luglio - Angelo Capranica, cardinale, arcivescovo cattolico e politico italiano
- 18 luglio - Michele Apostolio, umanista e insegnante bizantino
- 24 luglio - Giovanni Battista Mellini, cardinale e vescovo cattolico italiano (n. 1405)

## Agosto(4)
- 13 agosto - Giulia Boiardo, nobile italiana
- 23 agosto - Johannes Pullois, compositore fiammingo
- 28 agosto - Iolanda di Valois, duchessa (n. 1434)
- 28 agosto - Donato Acciaiuoli, scrittore e politico italiano (n. 1429)

## Settembre(2)
- 8 settembre - Serafina Sforza, religiosa italiana (n. 1434)
- 25 settembre - Pedro Ferris, cardinale e vescovo cattolico spagnolo (n. 1415)

## Ottobre(2)
- 17 ottobre - Roberto del Palatinato-Simmern, vescovo cattolico tedesco (n. 1420)
- 25 ottobre - Caterina di Bosnia, beata bosniaca (n. 1425)

## Dicembre(1)
- 12 dicembre - Johannes Mentelin, tipografo tedesco (n. 1410)

## Senza giorno specificato(22)
- Michele VI di Alessandria, vescovo cristiano orientale egiziano
- Salvato, vescovo cattolico italiano
- ʿAlāʾ al-Dīn ʿĀlam Shāh,  indiano
- Bagrat VI di Georgia, re (n. 1435)
- Domizio Calderini, umanista italiano (n. 1446)
- Antonio Cano, arcivescovo cattolico italiano
- Baldino da Surso, scultore italiano
- Lovro Dobričević, pittore croato
- Patrick Graham, arcivescovo cattolico scozzese
- Antonio Maffei da Volterra, presbitero italiano (n. 1450)
- Bartolomeo Manfredi, matematico e astronomo italiano
- Bonino Mombrizio, umanista, scrittore e filologo italiano (n. 1424)
- Renato de' Pazzi, politico italiano (n. 1442)
- Marco Zoppo, pittore italiano (n. 1433)
- Paolo Schiavo, pittore italiano (n. 1397)
- Giovanni Alvise Toscani, giurista, umanista e poeta italiano
- Caterino Zeno, viaggiatore e diplomatico italiano (n. 1418)
- Enrico d'Aragona,  italiano
- Alfonso de Bolaños, francescano e missionario spagnolo
- Francesco del Cossa, pittore e scultore italiano (n. 1436)
- Cola di Monforte, nobile e condottiero italiano (n. 1415)
- Pietro Antonio di Nocera, vescovo cattolico e nobile italiano